# Nissan Serena
Nissan Serena — минивэн компании Nissan, выпускающийся с 1991 года. Первое поколение (кузов C23) появилось в 1990 году и выпускалось в Японии до 1999 года, с конца 1992 выпускается в Испании (левый руль).
Модель Nissan Serena 1992 года из за медленного разгона автомобиля вошла в потребительский антирейтинг по версии британского издания Auto Express, где были названы десять наихудших автомобилей, продававшихся на Туманном Альбионе за последние 25 лет. Праворульная модель оснащалась бензиновыми двигателями GA16DE, SR20DE и дизельными двигателями LD23, CD20, CD20T. Коробки передач были автоматические четырёхступенчатые и пятиступенчатая механика. Привод мог быть задним и полным AWD.
Второе поколение. С 1999 по 2005 годы в Японии выпускались машины второго поколения (кузов C24), получившие, кроме нового облика, вторую сдвижную дверь справа. Рычаг АКПП перенесли на торпеду и появилась возможность пройти по салону от водителя к среднему ряду сидений. Модель оснащалась бензиновым двигателем SR20DE и дизельным двигателем YD25DDDi. Коробки передач были автоматические четырёхступенчатые и вариатор. Привод на переднюю ось или полный.
Третье поколение. С 2005 по 2010 год выпускалось третье поколение Serena (кузов C25). 
С 2010 по 2016 год выпускалось четвёртое поколение (C26). С 2016 года выпускается пятое поколение (C27).

## Фотографии

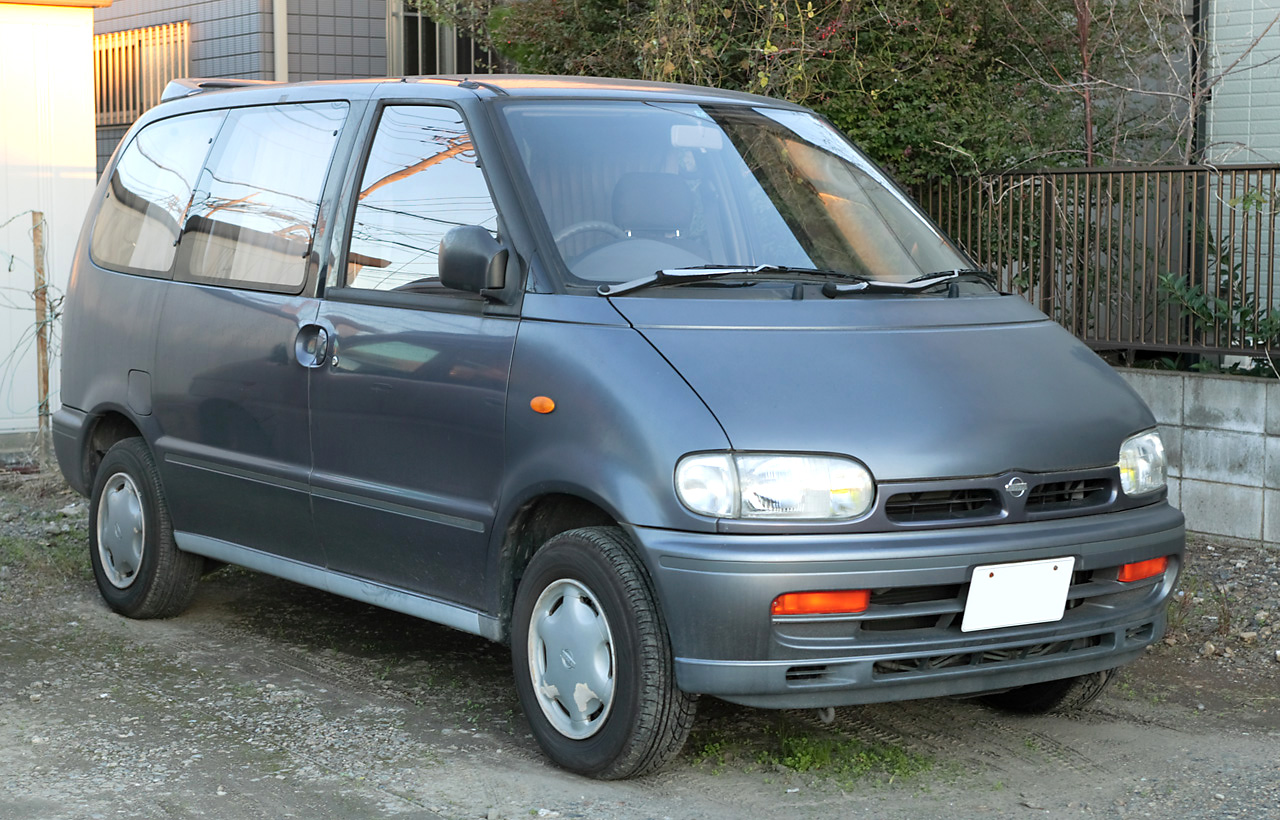
Nissan Serena первого поколения (C23)
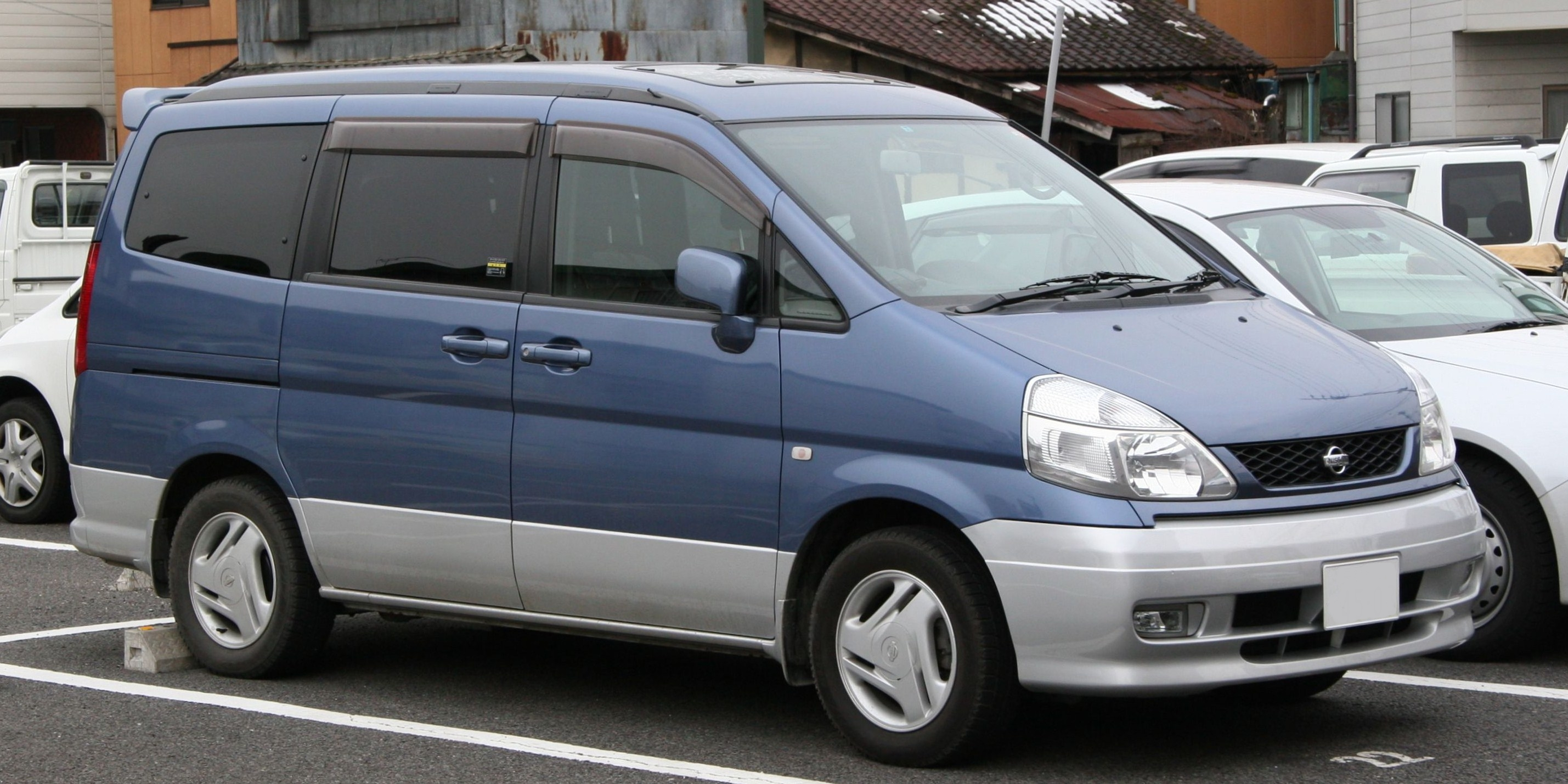
Nissan Serena C24
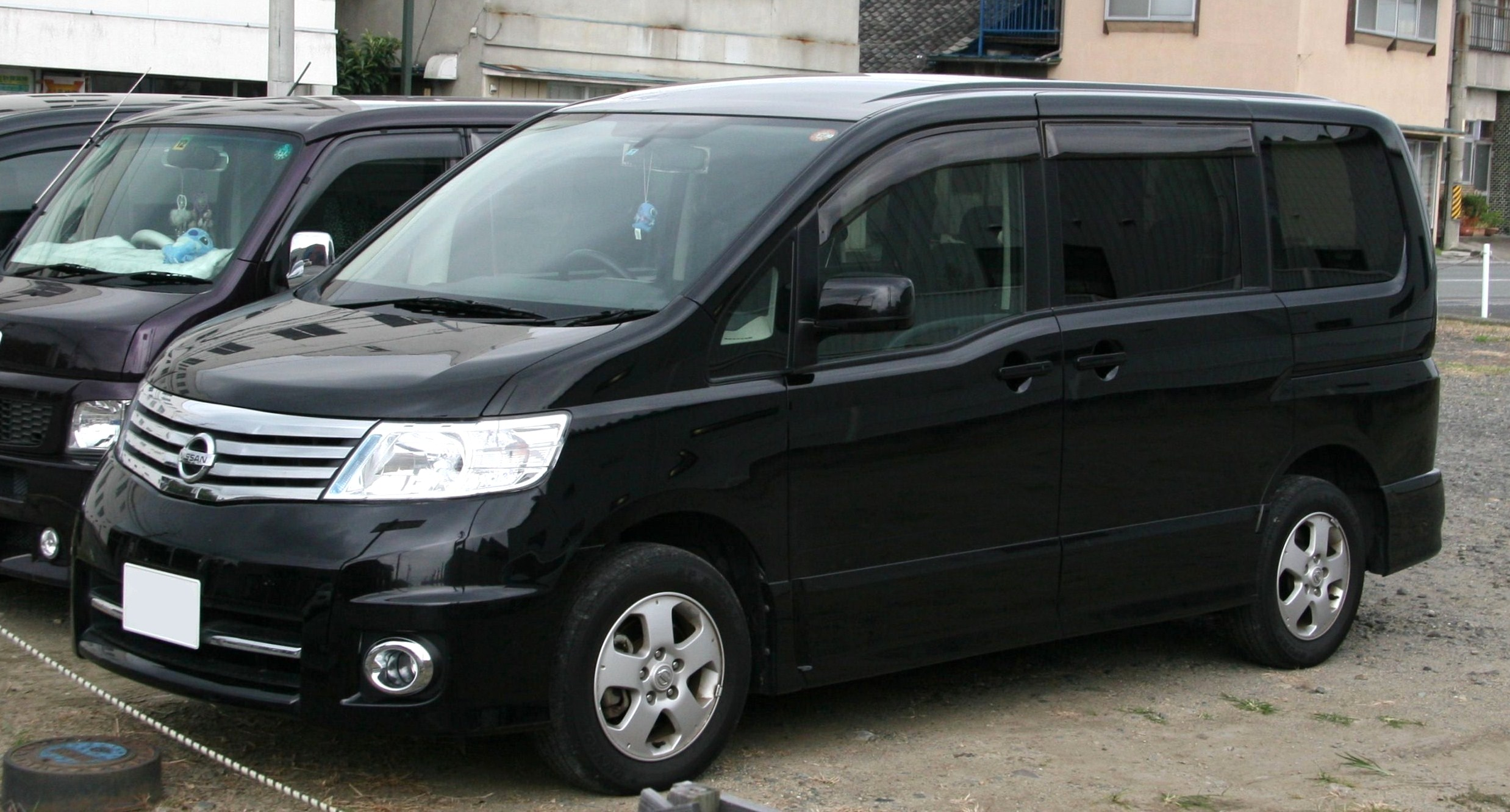
Nissan Serena C25
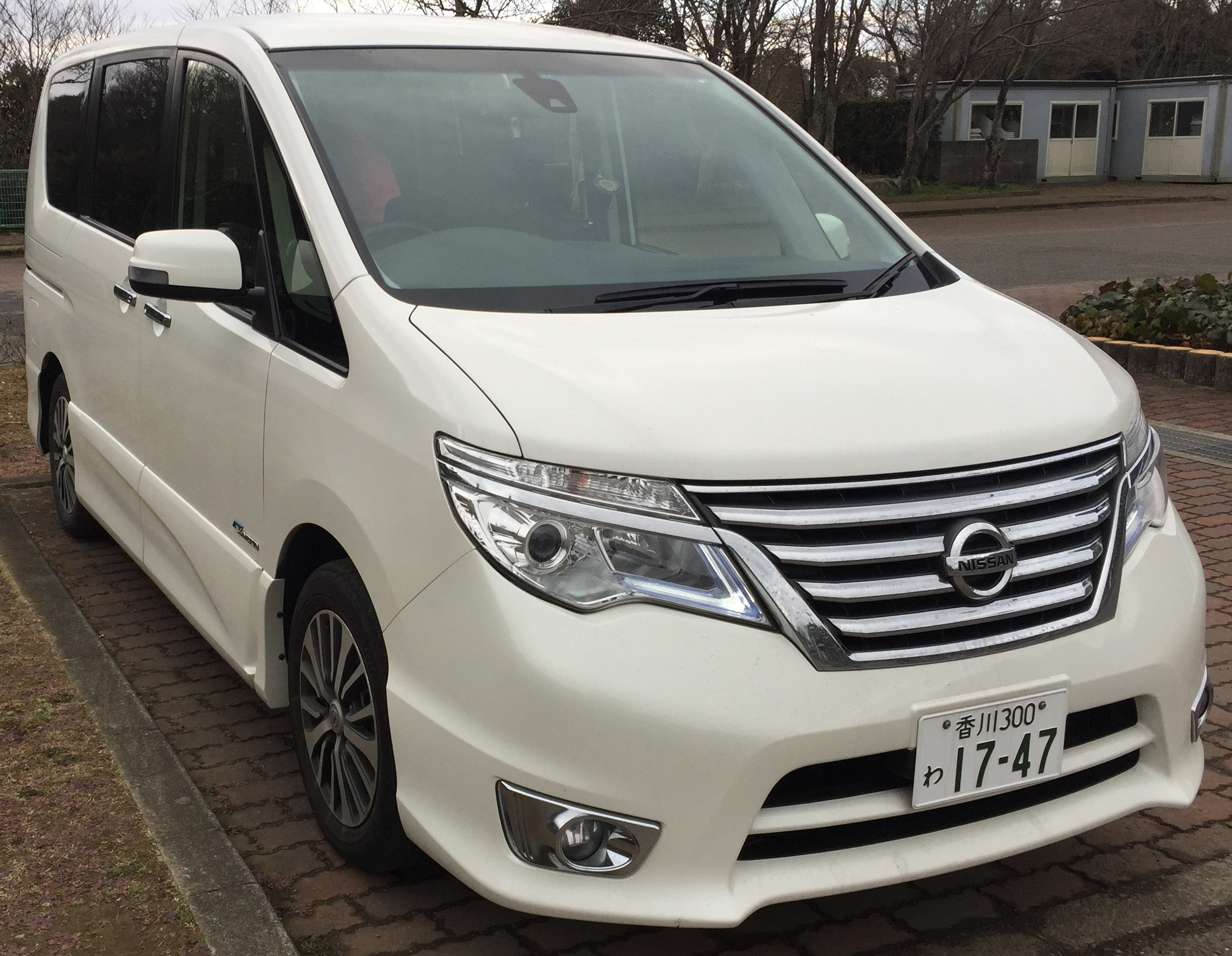
Nissan Serena C26
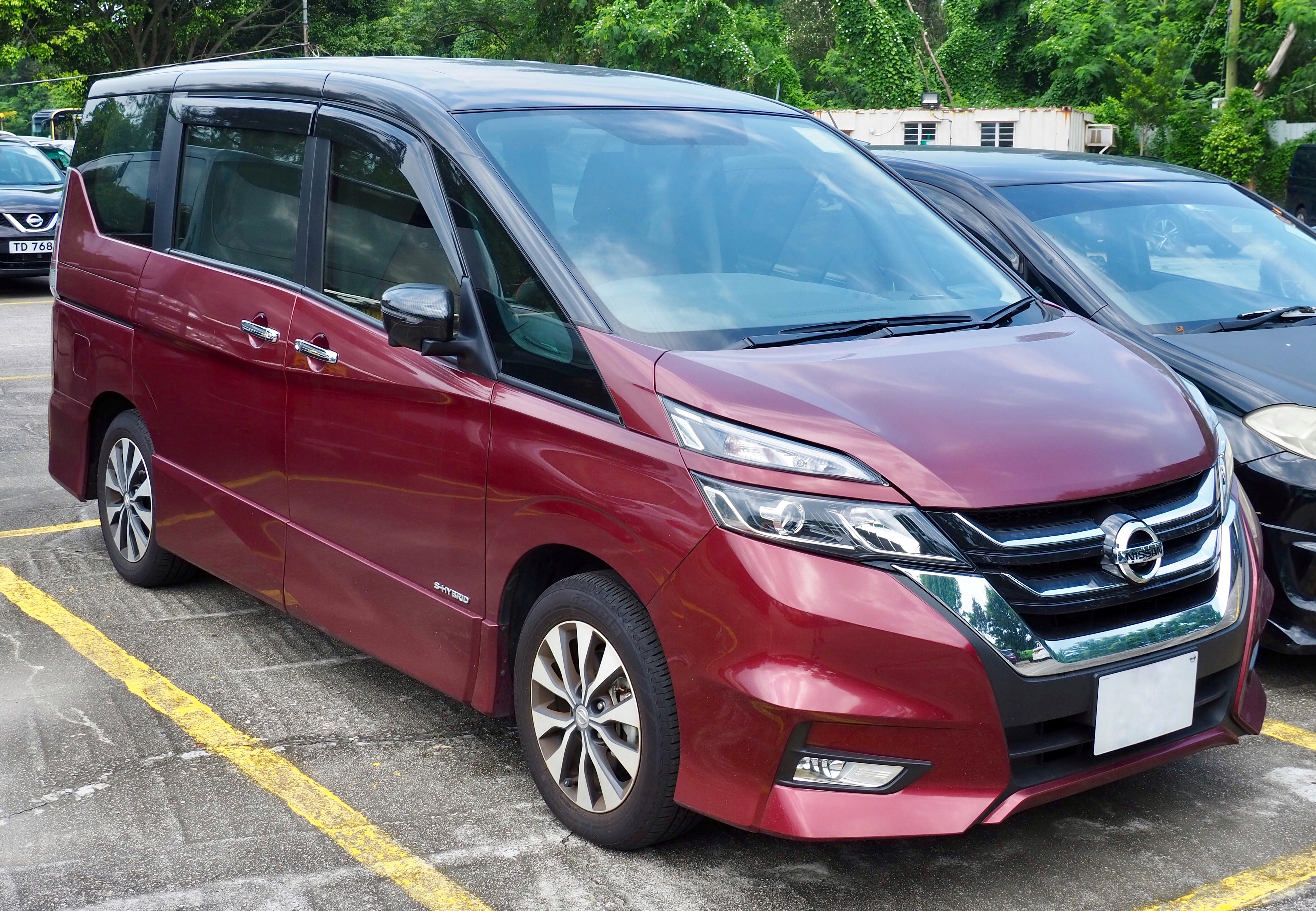
Nissan Serena (C27)